# タールピット

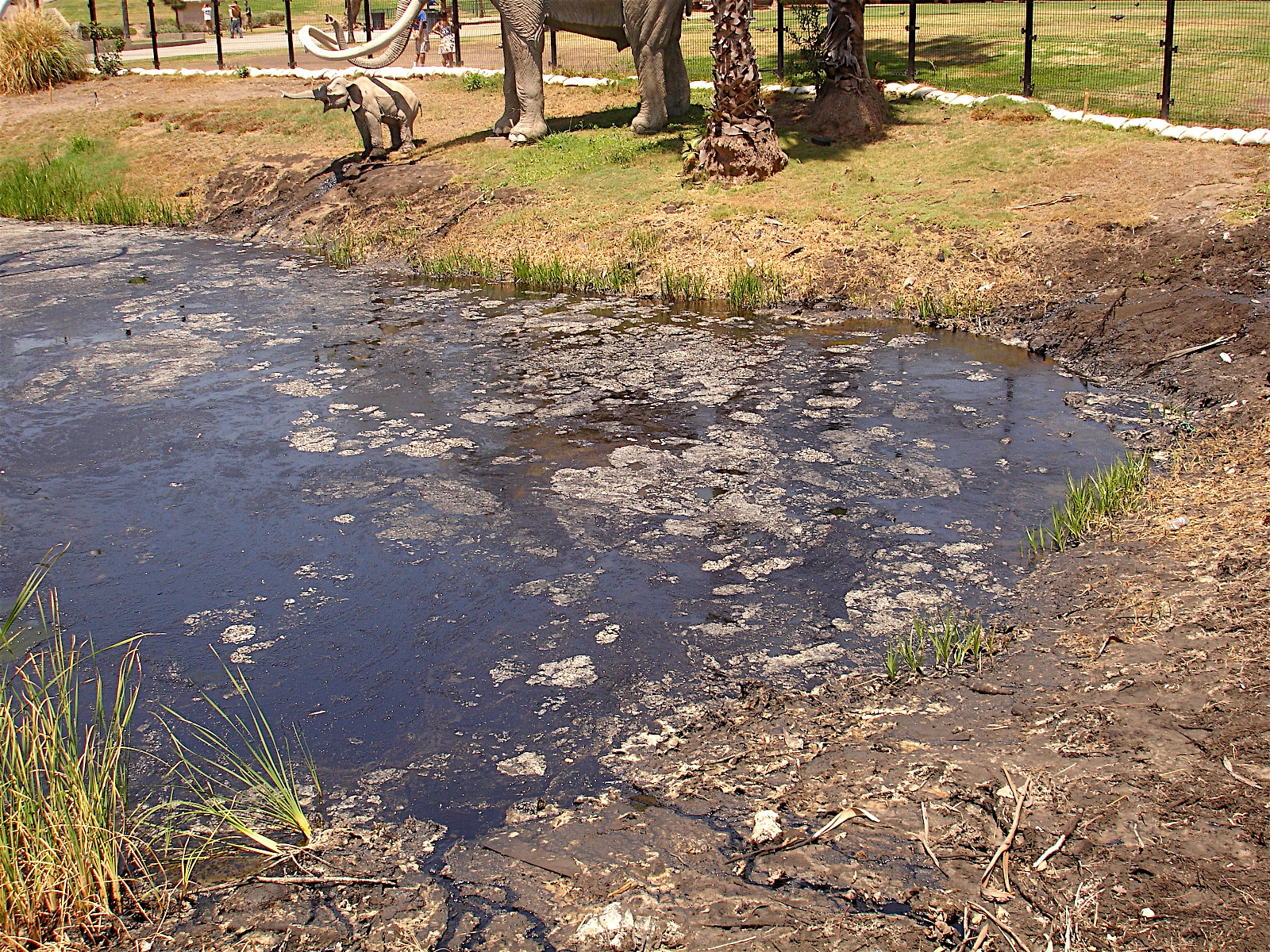
ラ・ブレア・タールピット

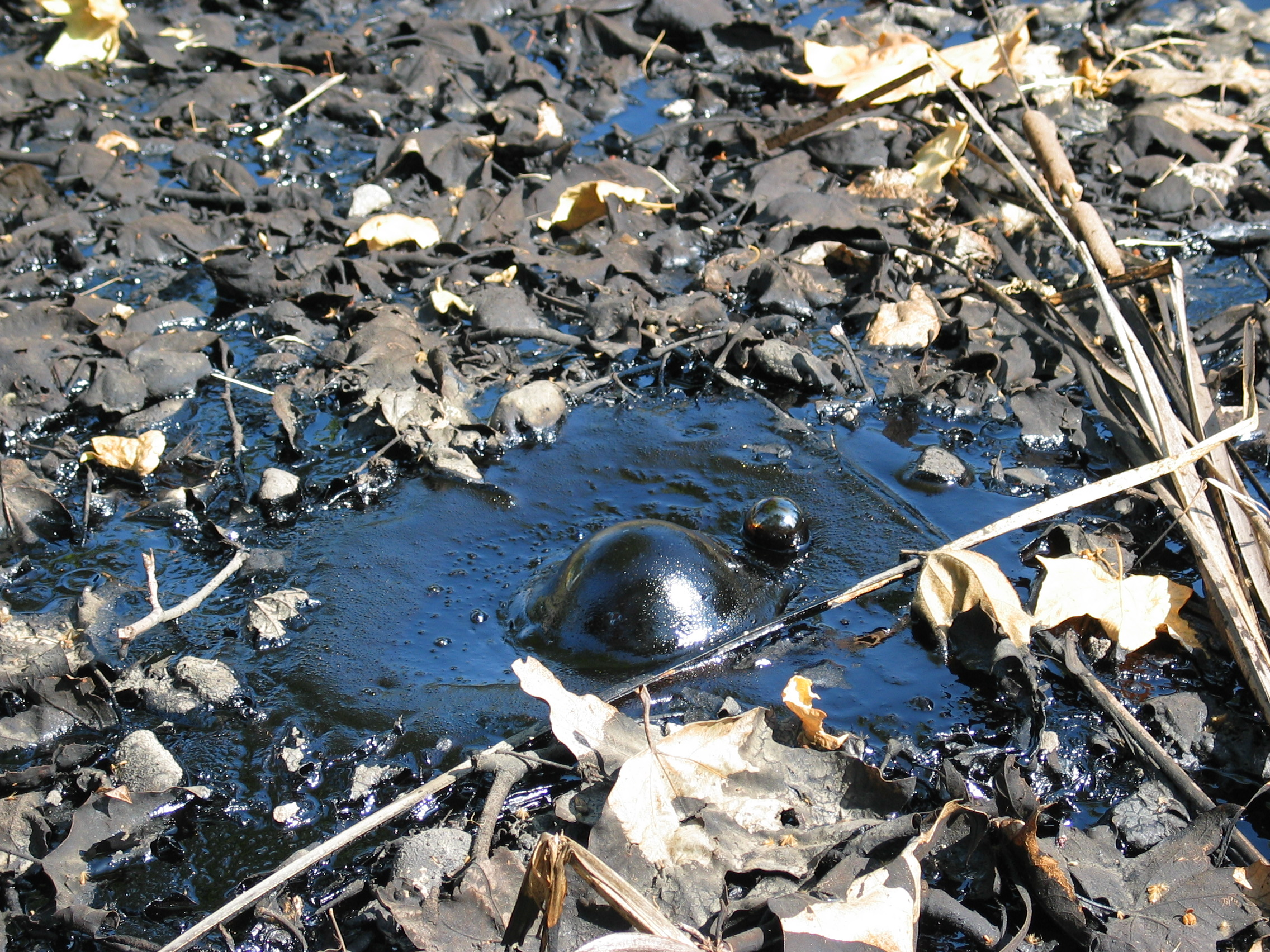
メタンガスがアスファルトの泡をつくる

タールピット（英語：tar pit）は、タールの池のこと。タールには防腐作用があるため、池に落ちた古代生物の化石が多数発見されている。